# Velika nagrada Tripolisa 1935
Velika nagrada Tripolisa 1935 je bila neprvenstvena dirka za Veliko nagrado v sezoni 1935. Odvijala se je 12. maja 1935 v italijanskem mestu Tripolis, danes Libija. 

## Poročilo

### Pred dirko
Dirka je pod pravili Formule Lible potekala na Mellahi, najhitrejšemu cestnemu dirkališču na svetu v tistem času. Kot običajno je državna loterija zahtevala veliko udeležbo dirkačev. Visoke nagrade so privabile vsa pomembnejša moštva, Mercedes-Benz je pripeljal tri dirkače, Auto Union dva, Gino Rovere kot vedno enega ter Scuderia Ferrari in Scuderia Subalpina po štiri. Dirkalnik Auto Union Typ B še vedno ni bil nared, zato je Achille Varzi nastopil z lanskim dirkalnikom Auto Union Typ A kot na prejšnji dirki za Veliko nagrado Tunisa, Hans Stuck pa s predelanim dirkalnikom Typ A, ki je bil uporabljen za kopenski hitrostni rekord. 
Nemški dirkalniki so se na prostih treningih pokazali za superiorne. Stuckov predelan dirkalnik je dosegel hitrost 220.4 km/h, hitra sta bila tudi Tazio Nuvolari z dirkalnikom Alfa Romeo Bi-motore in Rudolf Caracciola z Mercedes-Benzom W25B. Maseratiji in Alfe Romeo P3 jim na tem hitrem drikališču nikakor niso mogli konkurirati po hitrosti. Za štartno vrsto pa niso odločali časi s treningov, ampak žreb.
Pred dirko je bilo nekaj strahu, da pnevmatike ne bi zdržale kombinacije vročega vremena in zelo hitrega dirkališča. Continental je na dirko pripeljal kar 300 pnevmatik le za nemška moštva. Mercedesovo moštvo je načrtovalo taktiko treh postankov, Auto Union pa dveh. 

### Dirka
Na štartu dirke ob treh popoldne po lokalnem času je povedel Caracciola, sledila pa sta mu Tazio Nuvolari in Varzi. Po treh krogih je bil Varzi že drugi, med tem ko je bil Nuvolari že prvič na postanku v boksih, saj je njegov dirkalnik Bi-motore neverjetno hitro porabljal gorivo in obrabljal pnevmatike. Dva kroga pozneje je bil prisiljen svoj prvi postanek opraviti tudi do tedaj vodilni Caracciola zaradi predrte pnevmatike, trajal je le dvajset sekund. S tem sta na čelo prišla dirkača Auto Uniona, Achille Varzi in Stuck, sledila pa sta jima še Luigi Fagioli in Caracciola. Manfred von Brauchitsch je že v petem krogu odstopil zaradi okvare motorja. 
V sedmem krogu je Nuvolari opravil že drugi postanek v boksih, krog kasneje pa je bil ponovno v boksih tudi Caracciola zaradi težav z eno od pnevmatik, vrnil se je na deseto mesto s krogom zaostanka za vodilnim, toda kmalu se je vrnil v isti krog s prehitevanjem vodilnega Varzija. Po postankih Varzija v enajstem in Stucka v dvanajstem krogu, je vodstvo prevzel Fagioli. V trinajstem krogu je močno raztreščil svoj dirkalnik Antonio Brivio ob kaktusih. V šestnajstem krogu je bil Caracciola že tretjič v boksih , toda ni bil edini v težavah zaradi močne obrabe pnevmatik, kajti velika vročina in zelo hitro dirkališče nista prizanašala pnevmatikam. 
Na polovici dirke je vodil Varzi, sledili so mu Fagioli, René Dreyfus in Caracciola. V dvajsetem krogu je Stuckov zaprt dirkalnik nenadoma zajel ogenj, toda kar nekaj časa je vozil z velikimi plameni iz zadnjega dela dirkalnika, kajti ognja ni opazil. Ko je ogenj opazil je komaj ustavil dirkalnik, kajti zavore so bile že močno poškodovane, iz dirkalnika pa so mu morali pomagati delavci ob progi. Varzi je še naprej vodil, lovila pa sta ga Nuvolari in Fagioli. V sedemindvajsetem krogu je Caracciola opravil svoj četrti in zadnji postanek v boksih, Nuvolari pa je po novem postanku padel na četrto mesto. 
Po tridesetih krogi je bil vrsti red pri vrhu Varzi, Caracciola, Fagioli, Nuvolari, Dreyfus in Louis Chiron. Nuvolari je vozil na polno, da bi še uspel ogroziti vodilnega rojaka. S kar 320 km/h na ravnini je prehitel Mercedesa in se podal v lov za Varzijem. Ko ga je ujel sta nekaj časa vozila eden ob drugem in večkrat trčila s kolesi, nato pa je moral Nuvolari ponovno na postanek v bokse. Tako je imel Varzi minuto prednosti pred Caracciolo in Fagiolijem, nato so sledili še Giuseppe Farina, Nuvolari in Philippe Étancelin. Dvoboj je vseeno pustil posledice na Varzijevih pnevmatikah in pet krogov pred koncem dirke se mu je ena od zadnjih pnevmatik predrla ravno pred boksi, tako da je moral narediti celoten krog po platišču, preden je lahko zapeljal na postanek v bokse. Ker so imeli mehaniki še težave pri snemanju kolesa, je Caracciola prevzel vodstvo. Varzi je prišel iz boksov na drugo mesto in se podal v lov na zdaj vodilnim Caracciolo. Krog pred koncem ga je ujel, toda zopet se mu je predrla ena od pnevmatik in zadovoljiti se je moral z drugim mestom. Tako je prvo zmago v sezoni dosegel Caracciola, tretje mesto pa Fagioli.

## Rezultati

### Dirka
| Poz | Št | Dirkač                  | Moštvo                      | Dirkalnik            | Krogi | Čas/Odstop        | Št. m. |
| --- | -- | ----------------------- | --------------------------- | -------------------- | ----- | ----------------- | ------ |
| 1   | 26 | Rudolf Caracciola       | Daimler-Benz AG             | Mercedes-Benz W25B   | 40    | 2:38:47,6         | 13     |
| 2   | 24 | Achille Varzi           | Auto Union                  | Auto Union A         | 40    | + 1:06,6          | 12     |
| 3   | 10 | Luigi Fagioli           | Daimler-Benz AG             | Mercedes-Benz W25B   | 40    | + 2:16,3          | 5      |
| 4   | 42 | Tazio Nuvolari          | Scuderia Ferrari            | Alfa Romeo Bi-motore | 40    | + 7:48,8          | 22     |
| 5   | 56 | Louis Chiron            | Scuderia Ferrari            | Alfa Romeo Bi-motore | 40    | + 10:26,4         | 29     |
| 6   | 2  | René Dreyfus            | Scuderia Ferrari            | Alfa Romeo P3        | 40    | + 10:27,6         | 1      |
| 7   | 20 | Raymond Sommer          | Privatnik                   | Alfa Romeo P3        | 40    | + 11:33,2         | 10     |
| 8   | 14 | Goffredo Zehender       | Scuderia Subalpina          | Maserati 6C-34       | 38    | +2 kroga          | 7      |
| 9   | 50 | Guglielmo Carraroli     | Privatnik                   | Maserati 8CM         | 37    | +3 krogi          | 26     |
| 10  | 22 | Mario Tadini            | Scuderia Ferrari            | Alfa Romeo P3        | 37    | +3 krogi          | 11     |
| Ods | 36 | Archimede Rosa          | Privatnik                   | Maserati 8CM         | 37    | Pregrevanje       | 18     |
| Ods | 34 | Renato Balestrero       | Gruppo Genovese San Giorgio | Alfa Romeo Monza     | 35    | Motor             | 17     |
| Ods | 30 | Giuseppe Farina         | Gino Rovere                 | Maserati 6C-34       | 28    | Uplinjač          | 15     |
| Ods | 16 | Philippe Étancelin      | Scuderia Subalpina          | Maserati 6C-34       | 24    | Uplinjač          | 8      |
| Ods | 48 | Hans Stuck              | Auto Union                  | Auto Union A         | 20    | Ogenj             | 25     |
| Ods | 38 | Piero Taruffi           | Privatnik                   | Maserati 8CM         | 17    |                   | 19     |
| Ods | 8  | Constantino Magistri    | Privatnik                   | Alfa Romeo Monza     | 16    | Trčenje           | 4      |
| Ods | 46 | Carlo Pintacuda         | Scuderia Ferrari            | Alfa Romeo P3        | 15    |                   | 24     |
| Ods | 18 | Antonio Brivio          | Scuderia Ferrari            | Alfa Romeo P3        | 13    | Trčenje           | 9      |
| Ods | 28 | Pietro Ghersi           | Scuderia Subalpina          | Alfa Romeo Monza     | 11    | Črpalka za gorivo | 14     |
| Ods | 54 | Felice Bonetto          | Privatnik                   | Alfa Romeo Monza     | 7     | Menjalnik         | 28     |
| Ods | 4  | Guido Premoli           | Privatnik                   | Maserati 8CM         | 6     | Črpalka za olje   | 2      |
| Ods | 40 | Hans Rüesch             | Privatnik                   | Maserati 8CM         | 6     | Črpalka za olje   | 20     |
| Ods | 52 | Manfred von Brauchitsch | Daimler-Benz AG             | Mercedes-Benz W25B   | 5     | Motor             | 27     |
| Ods | 6  | Ferdinando Barbieri     | Privatnik                   | Alfa Romeo Monza     | 4     | Menjalnik         | 3      |
| Ods | 32 | Luigi Soffietti         | Privatnik                   | Maserati 8CM         | 4     | Ventil            | 16     |
| Ods | 12 | Eugenio Siena           | Scuderia Subalpina          | Alfa Romeo Monza     | 2     | Diferencial       | 6      |
| DSQ | 44 | Per Widengren           | Privatnik                   | Maserati 8CM         | 4     |                   | 23     |
| DNA | 58 | Earl Howe               | Privatnik                   | Maserati 8CM         |       |                   |        |
| DNA | 60 | Marcel Lehoux           | SEFAC                       | SEFAC                |       |                   |        |